# Anna Barnimówna
Anna Barnimówna (ur. po 1396, zm. ?) – córka Barnima V, księcia stargardzkiego, słupskiego, sławieńskiego, darłowskiego i szczecineckiego oraz Jadwigi. 
Jej istnienie potwierdza jedyny zachowany dokument z inwentarza Archiwum Koronnego bp. M. Kromera, historyka okresu renesansu. Dokument, który pochodził z 1402 był ustanowieniem dożywocia dla matki Anny – Jadwigi. Ustanowiony został przez jej ojca Barnima V. Tenże podkreślił, że dobra miały przejść na córkę po śmierci matki, co dowodzi o życiu potomkini księcia. Mimo że dokument nie wymienia imiennie córki Barnima V i Jadwigi – przyjmuje się, że miała na imię Anna. 
W 1405 (dwa lata po śmierci ojca) matka prawdopodobnie zabrała ją ze sobą do Korony Królestwa Polskiego, bądź rodzinnych ziem w Wielkim Księstwie Litewskim. O dalszych losach księżniczki nic nie wiadomo.

## Genealogia
| Bogusław V ur. w okr. 1317–1318 zm. w okr. 3 II–24 IV 1374 | Bogusław V ur. w okr. 1317–1318 zm. w okr. 3 II–24 IV 1374 |                                                   |                                                   | Adelajda Welf ur. ok. 1341 zm. być może 5 II 1407 | Adelajda Welf ur. ok. 1341 zm. być może 5 II 1407 |  |  | Towciwiłł (Konrad) Kiejstutowicz ur. ok. 1355 zm. w okr. 2 II 1393–1398 | Towciwiłł (Konrad) Kiejstutowicz ur. ok. 1355 zm. w okr. 2 II 1393–1398 |                                        |                                        | NN ur. ? zm. ? | NN ur. ? zm. ? |
|                                                            |                                                            |                                                   |                                                   |                                                   |                                                   |  |  |                                                                         |                                                                         |                                        |                                        |                |                |
|                                                            |                                                            |                                                   |                                                   |                                                   |                                                   |  |  |                                                                         |                                                                         |                                        |                                        |                |                |
|                                                            |                                                            | Barnim V ur. przed 20 IX 1369 zm. przed 7 II 1403 | Barnim V ur. przed 20 IX 1369 zm. przed 7 II 1403 |                                                   |                                                   |  |  |                                                                         |                                                                         | Jadwiga ur. najp. ok. 1384 zm. po 1408 | Jadwiga ur. najp. ok. 1384 zm. po 1408 |                |                |
|                                                            |                                                            |                                                   |                                                   |                                                   |                                                   |  |  |                                                                         |                                                                         |                                        |                                        |                |                |
|                                                            |                                                            |                                                   |                                                   |                                                   |                                                   |  |  |                                                                         |                                                                         |                                        |                                        |                |                |
|                                                            |                                                            |                                                   |                                                   |                                                   |                                                   |  |  |                                                                         |                                                                         |                                        |                                        |                |                |

|  |  |  |  | Anna Barnimówna (ur. po 1396, zm. ?) |